# エアマックス狩り

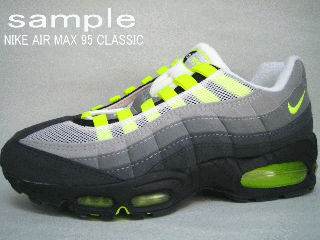
エアマックス95

エアマックス狩り（エアマックスがり）とは、スポーツ用品メーカーのナイキ製のスニーカー、ナイキ エアマックスを履いた人物を複数の若者が徒党を組んで襲撃、暴行し強奪すること。「ナイキ狩り」「マックス狩り」ともいわれた。

## 概要
1990年代中頃、スニーカー人気が爆発的に高まり、本来運動靴であるはずのスニーカーに異常な程のプレミアム価格が上乗せされ、定価よりはるかに高価で取引されるようになっていた。特に1995年に発売された「エアマックス95」は大人気となり、1998年までの約3年間は生産、販売が追いつかない品薄状態が続いたため、非常に高額で取引されるようになっていた。販売店によっては、中古の場合で十数万円、新品の場合は六十万円程度の価格を付けたケースもあるとされる。
新品だけでなく中古品であってもかなりの高額で取引されたため、エアマックス95を履いた人物を襲撃、暴行し奪い取る事件が頻発し、「エアマックス狩り」「マックス狩り」と言われ社会問題化した。奪い取ったエアマックスをそのまま犯人が着用する場合もあれば、転売されるケースもあった。
また、強盗を意味する「狩り」だけではなく、単なる盗難や偽造品の販売も横行し、偽造品販売は暴力団の資金源ともなっていた。強奪や転売だけでなく、AIR MAXのAIRの部分を鋭利なもので刺し使えなくするという行為もあった。